# Музей Ласаро Гальдйано
Музей Ласаро Гальдйано (ісп. Museo Lázaro Galdiano) — музей у столиці Іспанії місті Мадриді, підбірка картин і предметів європейського ужиткового мистецтва з приватної колекції Ласаро Гальдйано.
Це — один з найулюбленіших музеїв мадридців.

## Загальні дані
Музей розташований у палаці в італійському стилі початку XX століття, оточений пишним садом, за адресою:
вулиця Серрано, 122, м. Мадрид (Іспанія).
Метро: Nuñez de Balboa. 
Години роботи: з 10.00 до 14.00. Зачинений по понеділкам і у серпні.
Заклад управляється Фундацією Ласаро Гальдйано (ісп. Fundación Lázaro Galdiano).

## З історії музею
Палац, у якому розташований музей, був приватною резиденцією видавця, відомого колекціонера мистецтва Хосе Ласаро Гальдйано (ісп. José Lázaro Galdiano). 
У 1948 році він подарував урядові Іспанії колекцію предметів мистецтва: вироби з темно-синьої середньовічної емалі, срібні і золоті кубки, церковне начиння, ювелірні вироби, зображення Діви Марії зі слонової кістки XII ст. та невелику голову Ісуса Христа. У музеї виставлені деякі роботи Мурільйо і Веласкеса.

## Галерея

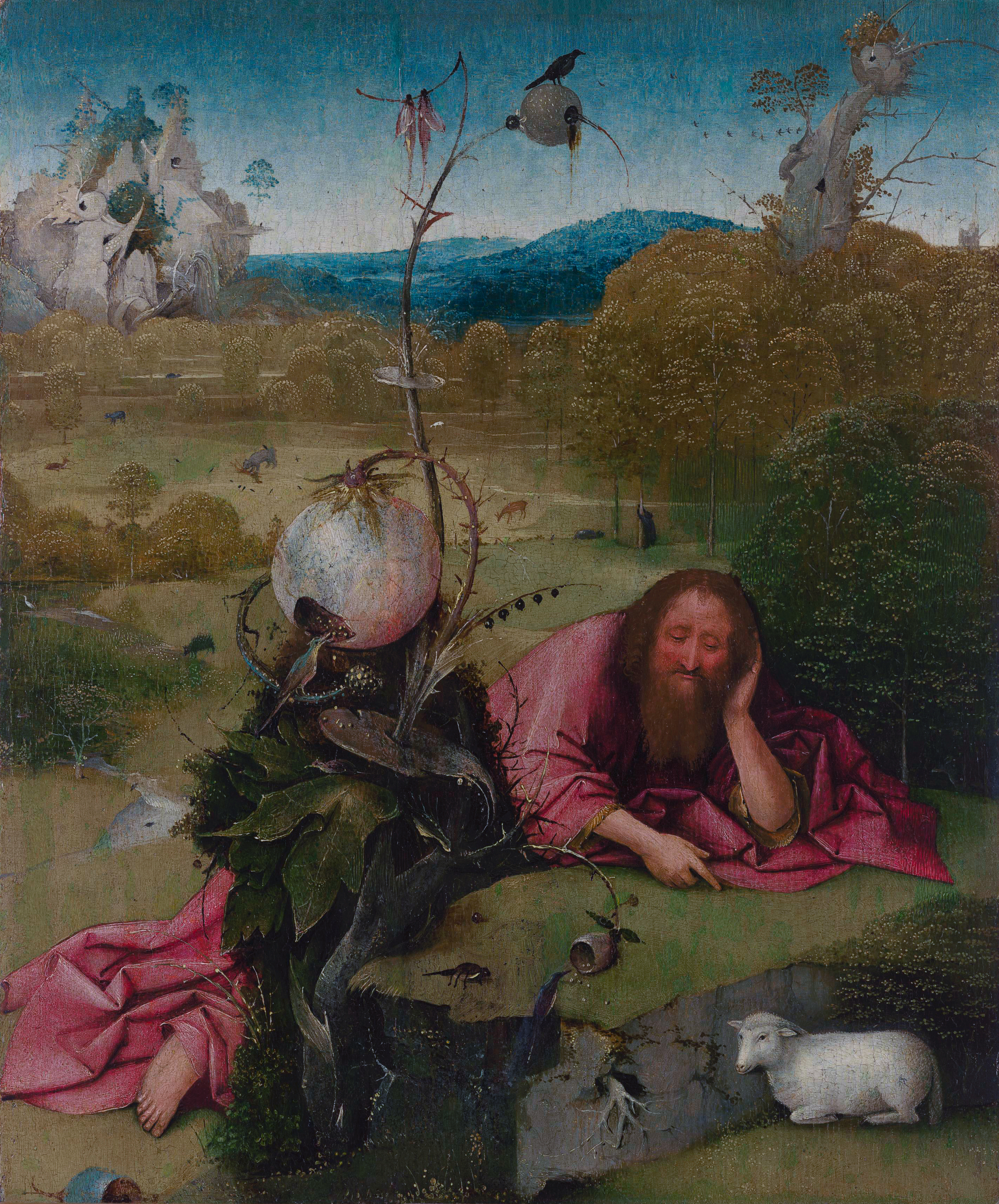
Єронімус Босх Святий Іван у пустелі, між 1489 і 1499
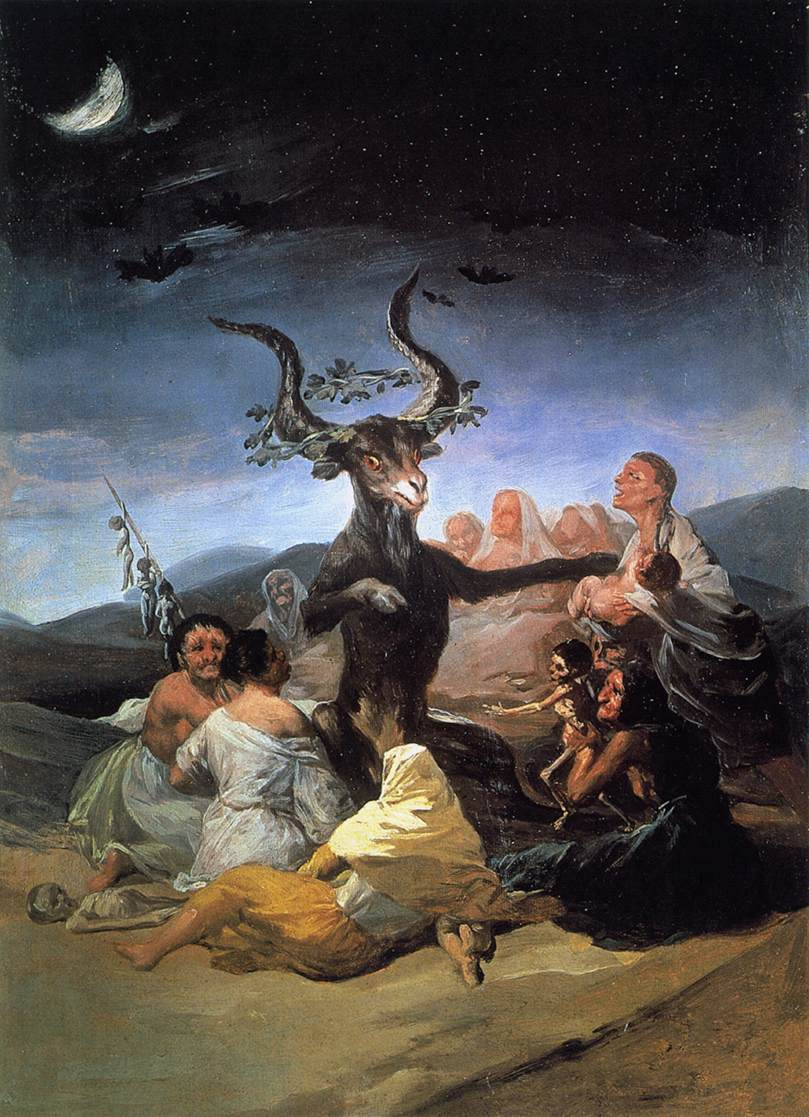
Франсіско Гойя Шабаш відьом, 1797-1798
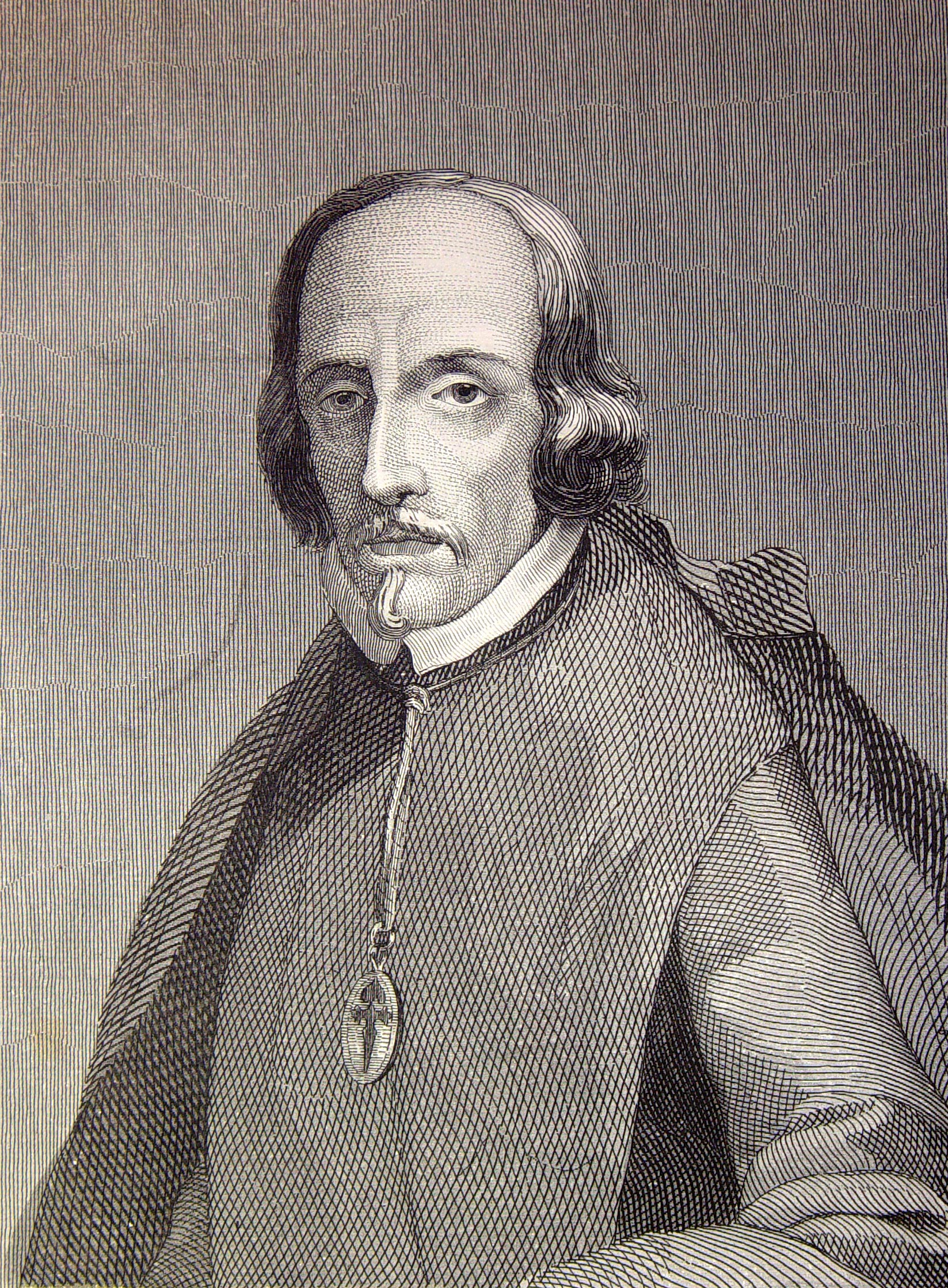
анонімний портрет Педро Кальдерона де ла Барки
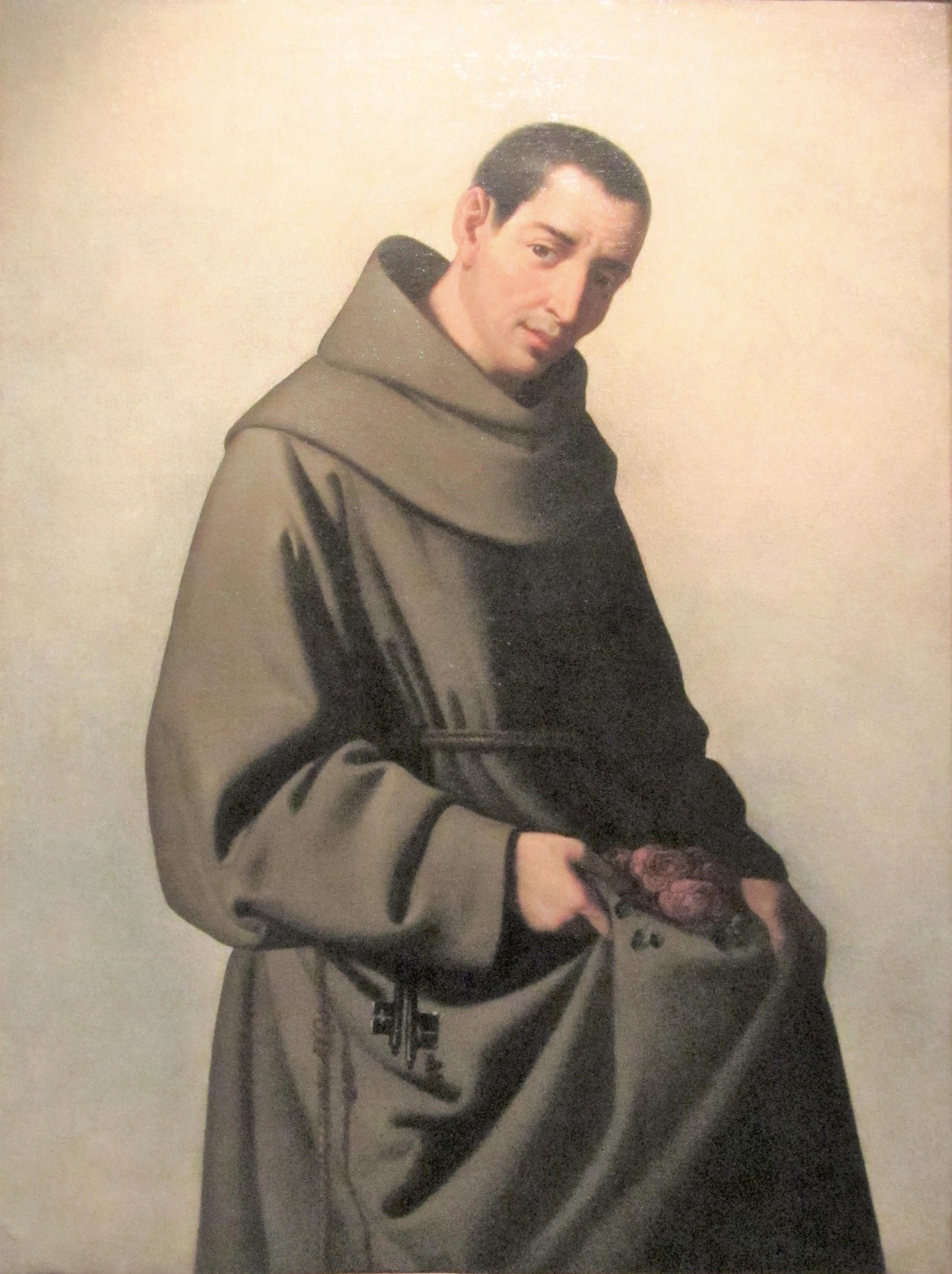
Франсіско де Сурбаран Дієго де Алькала